# スポーツキーダ
スポーツキーダ（Sportskeeda）は、2009年に設立されたインドのスポーツ・eスポーツニュースウェブサイト。アブソリュート・スポーツ・プライベート・リミテッドが運営し、インドのコンピュータゲーム会社ナザラ・テクノロジーズが所有している。
このサイトでは、スポーツ、eスポーツ、大衆文化に関するニュース、特集、レビュー、動画を扱っている。